# Сартулы
Сарту́лы (ср. монг. ᠰᠠᠷᠲᠠᠭᠤᠯ (sartaүul); бур. сартуулууд, сартуул буряадууд; монг. сартуул, сартуул халх) — этническая группа в составе бурят и халха-монголов. Сартуул-халхасцы живут преимущественно в Завханском аймаке Монголии, сартуул-буряты — преимущественно в Джидинском районе Республики Бурятия Российской Федерации.

## История
По преданиям, сартулы Джидинского района перекочевали из Монголии в начале XVIII века. Но так как упоминание о них, как о коренном населении юга Бурятии, встречается уже в исторических источниках XVII века, то можно заключить, что они и раньше жили на территории Бурятии. И в отличие от сонголов, ушедших со своих земель во время войн за независимость южных монголов от маньчжуров, сартулы и остальные селенгинские буряты являются коренными жителями территории Бурятии. А предания отражают лишь процесс возвращения на исконные земли, после того как они, как и многие племена Забайкалья, вынуждены были уйти со своих земель с приходом русских. В июле-августе 1958 года во время экспедиции Бурятского комплексного научно-исследовательского института СО РАН у жителя села Дэдэ-Ичётуй Ц. М. Мансорунова (1887 года рождения) была обнаружена письменная легенда, в которой указана конкретная дата прибытия сартулов на нынешнюю территорию — 1720 год.
В литературе встречается утверждение, что название сартул (сартагул) происходит от слов: сарт — «бухарец», «хорезмиец», и гур — «государство», «народ».

## География расселения
Предания и легенды говорят о том, что сартулы по прибытии из Монголии расселялись по долинам девяти малых рек, впадающих в Джиду — Хадхалдоч, Алцак, Торей, Бургалтай, Нарын, Гэгэтуй, Цагатуй, Ичётуй и Боргой.
Сартулы сейчас в основном живут в Джидинском районе, также они часто встречаются в Селенгинском и Кяхтинском районах Бурятии.
В Монголии сартулы проживают в сомоне Ихтамир Архангайского аймака; сомонах Гурванбулаг, Баянбулаг, Хүрээмарал, Заг, Жаргалант, Бөмбөгөр, Баацагаан, Баянцагаан, Баянлиг, Баянговь, Шинэжинст Баянхонгорского аймака; сомонах Тэшиг, Сэлэнгэ, Хутаг-Өндөр Булганского аймака; Хөхморьт, Цогт Гоби-Алтайского аймака; сомоне Халхгол Восточного аймака; сомонах Нөмрөг, Тэлмэн, Яруу, Алдархаан, Цагаанхайрхан Завханского аймака; сомоне Булган Кобдоского аймака.

## Демография
На начало XIX века в Селенгинском ведомстве числилось 806 сартулов. В рукописном отделе Бурятского научного центра СО РАН хранится «История выхода из Монголии восьми родов Селенгинского ведомства», согласно которой по переписи 1823 года, Сартульский род состоял из 1677 душ.
По переписи населения 2010 года в Монголии насчитывалось 1286 сартулов. Согласно данным промежуточной переписи населения Монголии 2015 года их численность составила 2166 человек. При этом людей, имеющих сартульские корни, значительно больше. Так в Монголии проживает около 50 тыс. носителей родовой фамилии Сартуул.

## Сартульские роды
Селенгинские сартулы проживают по Джиде и состоят из различных этнических групп монголов и западных бурят. В составе сартульского рода, помимо собственно сартулов (вкл. шара азарга (шарга сартул), зээрдэ азарга (зээрд сартул), батожан-сартул), значатся:
а) монгольские элементы — харчин, хорчид, хирид (кхирид), хаченуд (хачинууд, хачиитан), хатагин (хатиган), салджуд, кхуйд (хуйд), батод, атаган, хорлид (горлит, горлос, хурлад, хурлааг), онход, цонгол (сонгол), хэрдэг (хырдык), бунгуд, хатнол, хариан, арбатан, зэрит-арбатан, арбагатан, хэрэйт, хойт, урянхай (уряахан);
б) западнобурятские элементы — ашибагад, булгад, харнуд, галзуд, кхулмэн (хулмэнгэн), алагуй, хурхуд (куркут). Также упоминаются харай (харайтан), hойхо, тэртэ, цэнхьлэн-заяагтай (цэнхилэй-заягтай), бужугун. Среди балаганских бурят известны кости: шарга-сартул и зэрдэ-сартул; среди аларских бурят — бурхи-сартул.
Сартулы Монголии. Сартулы в Монголии известны под следующими именами: сартуул (сартаул), саардуул, хартуул, хартууд. Среди сартульских родов в Монголии кроме халх сартуул, буриад сартуул встречаются следующие ветви: буянт сартуул, баахшил сартуул (баахжил сартуул, баахчил сартуул), гуринх сартуул, гураг сартуул, хатагин сартуул (хатиган сартуул), махан сартуул, бамбачин сартуул, модоргон сартуул, шинжиг сартуул, кэнчээнид сартуул, алаг адуун (алаг адуутан), сартуул сонгоол, буудай.
В состав монгольских хамниган входят следующие сартульские роды: бамбадайн сартуул, бамбачаан сартуул, баахашил сартуул (баахшил сартуул), гуриг сартуул, гуринка сартуул, кэпцэнүүд сартуул (кепценуд сартуул), гачинх сартуул, махан сартуул, модоргон сартуул, шинжээк сартуул, саардуул, hартуул (хартуул), hартууд (хартууд), шарга-азарга, буянта сартуул, хатагин сартуул (хатиган сартуул), нэфтэн саардуул (нубтөөн саарадуул).
Родовые фамилии. В Монголии проживают носители следующих родовых фамилий: сартуул, алаг адуун сартуул, баахшил сартуул, бага сартуул, бамбачаан сартуул, боржгин сартуул, боржгон сартуул, боржигин сартуул, боржигон сартуул, буриад сартуул, буянт сартуул, гачинх сартуул, гураг сартуул, гуринх сартуул, зэрд, зээрд, их сартуул, модоргон сартуул, монгол сартуул, ноён сартуул, саардуул, сарт, сарт боржигон, сартаул, сартауул, сартуд, сартул, сартууд, сартуул буриад, сартуул сонгоол, сартуул тайж, сартуул тайжууд, сартуул хамниган, сэцэн сартуул, урианхай сартуул, хаан сартуул, халх сартуул, хар сартуул, хартуул, хасаг сартуул, хатагин сартуул, хатгин сартуул, хатиган сартуул, хөх сартуул, шар сартуул, шарга азарга, шинжээк сартуул.